# Hassan Dahmani
Pour les articles homonymes, voir Dahmani (homonymie).
Hassan Dahmani (arabe : حسن الدهماني), mort le 30 août 2018, est un chanteur tunisien.
Ayant une voix de ténor, il obtient de nombreuses récompenses, notamment le Premier prix au Festival de Casablanca pour la chanson arabe en 2007 et la meilleure interprétation pour la chanson Deniya 3ichra au Festival de la musique tunisienne en 2008.
En 2017, il est victime d’un accident de la route sur l’avenue Mohammed-V à Tunis.
Le 30 août 2018, il meurt dans un accident de la route à Aïn Dissa, dans le gouvernorat de Siliana, alors qu'il se rendait à un spectacle dans la région de Kesra. Il est enterré le lendemain au cimetière du Kram.
Il est marié et père de trois enfants.